# Sourdoire
Die Sourdoire ist ein Fluss in Frankreich, der in den Regionen Nouvelle-Aquitaine und Okzitanien verläuft. Sie entspringt im nordwestlichen Gemeindegebiet von Sérilhac, entwässert generell in Richtung Südsüdwest und mündet nach rund 27 Kilometern an der Gemeindegrenze von Vayrac und Saint-Denis-lès-Martel als rechter Nebenfluss in die Dordogne. Auf ihrem Weg durchquert die Soudoire die Départements Corrèze und Lot.

## Orte am Fluss
(Reihenfolge in Fließrichtung)
- La Genevrière, Gemeinde Sérilhac
- Sérilhac
- Le Pescher
- Le Bosplos, Gemeinde Saint-Bazile-de-Meyssac
- Marcillac-la-Croze
- Saint Génest, Gemeinde Curemonte
- Curemonte
- La Brande, Gemeinde Végennes
- Sourdoire, Gemeinde La Chapelle-aux-Saints
- Issartoux, Gemeinde Bétaille
- Vayrac
- Pontou, Gemeinde Saint-Denis-lès-Martel